# 41e Gemotoriseerde Korps (Wehrmacht)
Het 41e Gemotoriseerde Korps (Duits: Generalkommando XXXXI. Armeekorps (mot.)) was een Duits legerkorps van de Wehrmacht tijdens de Tweede Wereldoorlog. In het begin vocht het korps in het westen, vervolgens op de Balkan en daarna in de veldtocht tegen de Sovjet-Unie, eerst in de noordelijke, en later in de centrale sector.

## Krijgsgeschiedenis

### Oprichting
Het 41e Gemotoriseerde Korps werd opgericht op werd opgericht in 24 februari 1940 in Wehrkreis VIII.

### 1940
Tijdens de eerste fase van de veldtocht in het westen, Fall Gelb, was het korps op 10 mei 1940 een van de drie mobiele korpsen van Panzergruppe Kleist, die door de Ardennen naar de Kanaalkust zou stoten. Het korps ging rechts van het 19e Gemotoriseerde Korps richting de maas en stak deze op 13 mei over bij Monthermé. Het korps beschikte over de 6e en 8e Pantserdivisies. Tijdens de Slag bij Arras ondersteunde het korps de 7e Pantserdivisie, die daar in de problemen gekomen was. Vervolgens nam het korps deel aan de Slag om Duinkerke. Na deze gevechten, volgden enige dagen van rust.
Voor de tweede fase van de veldtocht, Fall Rot, werd het korps onder bevel gebracht van Panzergruppe Guderian. In deze fase beschikte het korps nog steeds over de 6e en 8e Pantserdivisies en was versterkt met de 20e Gemotoriseerde Divisie. Op 9 juni werd de Aisne overgestoken bij Rethel (plaats). Op 12 juni werd de Marne overgestoken en daarna volgde een opmars naar Besançon, waar het korps op 17 juni aankwam. Intussen had het 39e Gemotoriseerde Korps de Zwitserse grens bereikt. Hiermee waren alle Franse troepen in Oost-Frankrijk en de Maginotlinie omsingeld. Het korps rukte nu naar het noordoosten op en maakte het korps contact met het 1e Leger, dat vanuit de Palts oprukte. Het korps bleef hier in de Elzas liggen bij de Wapenstilstand van 22 juni 1940. Daarmee eindigde de Franse veldtocht voor de het korps.
In september 1940 werd het korps ingepland in de eerste aanvalsgolf van het 16e Leger voor de invasie van Groot-Brittannië, Operatie Seelöwe. Maar deze operatie werd in het najaar 1940 afgelast. Intussen verbleef het korps als bezettingsmacht in Nederland en vanaf december Parijs.

### 1941

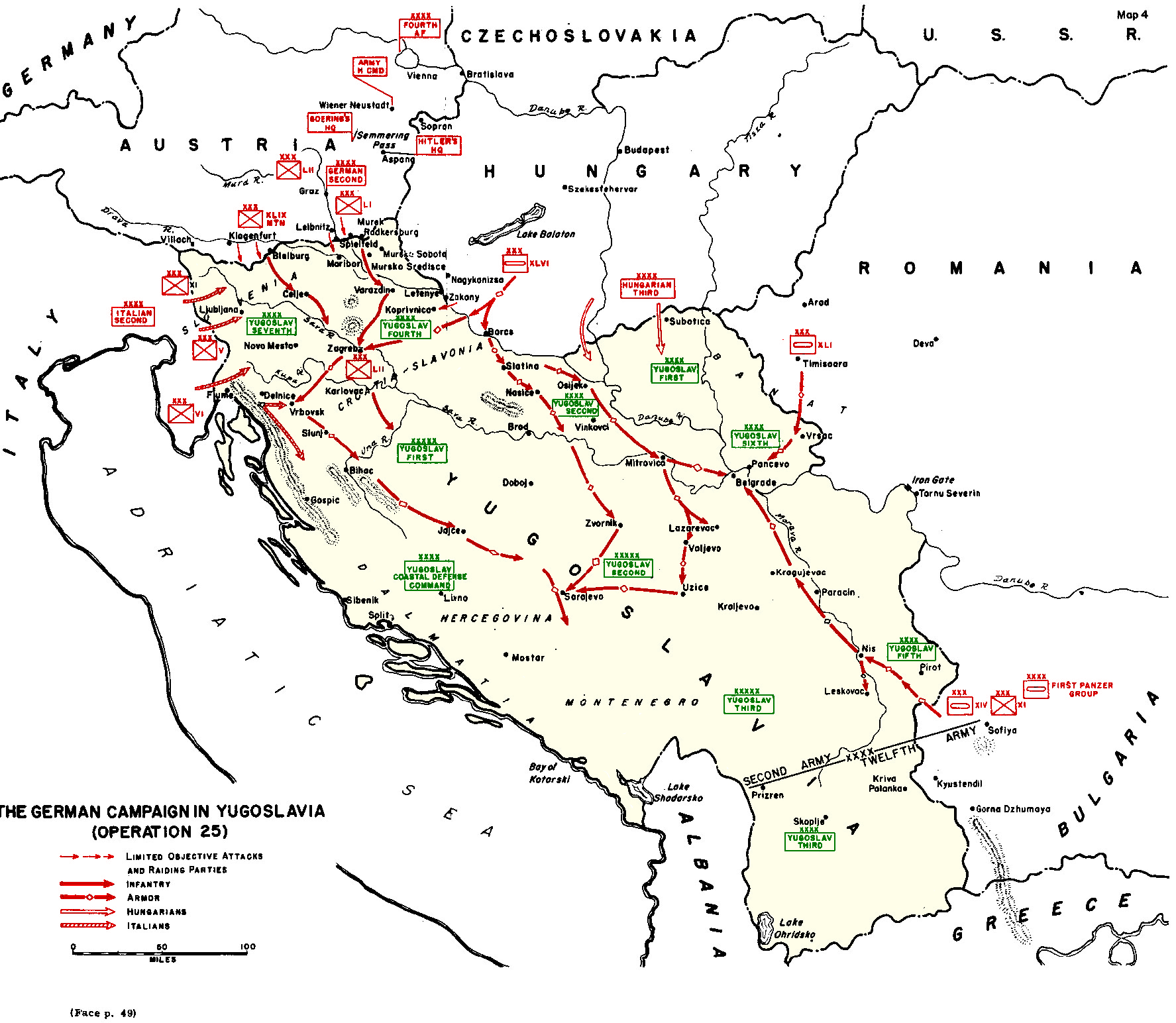
De veldtocht in Joegoslavië

Eind maart 1941 werd het korps verplaatst van het westen naar de Balkan, naar Kecskemét in Hongarije. In april voerde het korps het bevel over de SS-Division “Reich” (mot.) en Infanterieregiment (mot.) Großdeutschland. Vanuit het gebied Timișoara in Roemenië rukte het korps op 10 april op naar Belgrado. Deze veldtocht was snel over en daarna ging het korps terug naar Kecskemét. In mei werd het korps naar Oost-Pruisen verplaatst en onder Panzergruppe 4 geplaatst. Op 22 juni beschikte het korps over de 1e en 6e Pantserdivisies, de 36e Gemotoriseerde Divisie en de 269e Infanteriedivisie en rukte over de Memel op richting Tauragė. De volgende dag werd het korps in een tankslag verwikkeld bij de Dubysa met de 3e en 12e Sovjet-Mechanische Korpsen, waarbij tot eind juni ongeveer 180 Sovjettanks vernietigd werden. De 1e Pantserdivisie stak bij Daugavpils de Westelijke Dvina over en rukte daarna met de 36e Gemotoriseerde Divisie op via Ostrov naar Pleskau. Begin juli werd de Loega bereikt en op 14 juli werd een bruggenhoofd gevormd. Daarna moest het korps gedwongen halthouden. Pas op 8 augustus begon de tweede fase van de slag om de Loega. Via Volosovo en de Duderhof heuvels rukte het korps op naar de stadrand van Leningrad, dat eind augustus bereikt werd. Bij het begin van de Leningrad blokkade werd het korps ingezet tegen de zuidelijke stadssector.
Eind september 1941 werd het korps met zijn divisies ten behoeve van Operatie Taifun naar Heeresgruppe Mitte verplaatst. Op 2 oktober beschikte het korps hier over de 1e en 6e Pantserdivisies en de 14e en 36e Gemotoriseerde Divisies. In eerste instantie hielp het korps mee om een grote pocket rond Vjazma te creëren, waar enkele Sovjetlegers ingesloten en vernietigd werden. Maar al snel, met de 1e Pantserdivisie voorop werd richting Moskou opgerukt. Via Sytsjovka werd de Wolga bereikt in de omgeving van Kalinin. Kalinin kon op 17 oktober in bezit genomen worden, maar daarna moest het korps tot de verdediging overgaan. Midden november volgde een verplaatsing naar rechts en nu nam het korps deel uit van de finale aanval op Moskou. Ze kwamen niet verder dan bij Krjukovo, nog 25 km tot Moskou. Op 5 december was de opmars voorbij en sloegen de Sovjets terug. Tot 13 december moest de frontboog rond Klin ontruimd worden en de terugtocht richting Volokolamsk werd op beide flanken bedreigd door Sovjettroepen.

### 1942
In januari lag het korps aan de oostelijke frontuitstulping bij Rzjev, noordoostelijk van Sytsjovka en had de 2e Pantserdivisie en de 14e en 36e Gemotoriseerde Divisies onder bevel. In de maanden daarna werd nog regelmatig met Sovjeteenheden aan het front én in het achterland strijd gevoerd.
Het 41e Gemotoriseerde Korps werd op 10 juli 1942 in Rusland, noordoostelijk van Sytsjovka, omgedoopt in het 41e Pantserkorps.

## Bovenliggende bevelslagen
| Leger                           | Legergroep         | Plaats/regio                 | Begin               | Eind              |
| ------------------------------- | ------------------ | ---------------------------- | ------------------- | ----------------- |
| Panzergruppe Kleist             | Heeresgruppe A     | Sedan, Cambrai               | 5 maart 1940        | 1 juni 1940       |
| Panzergruppe Guderian/12. Armee | Heeresgruppe A     | Aisne, Westalpen             | 1 juni 1940         | eind juni 1940    |
| direct onder bevel              | Heeresgruppe C     | Heimat                       | begin juli 1940     | begin juli 1940   |
| 16. Armee                       | Heeresgruppe C     | Nederland                    | juli 1940           | 16 december 1940  |
| 1. Armee                        | Heeresgruppe D     | Parijs                       | 17 december 1940    | eind maart 1941   |
| 2. Armee                        | OKH                | Hongarije                    | eind maart 1941     | begin april 1940  |
| Panzergruppe 1                  | OKH                | Roemenië, Joegoslavië        | begin april 1941    | april 1941        |
| Panzergruppe 4                  | Heeresgruppe C     | Oost-Pruisen                 | mei 1941            | juni 1941         |
| Panzergruppe 4                  | Heeresgruppe Nord  | Daugavpils, Loega, Leningrad | 22 juni 1941        | 17 september 1941 |
| direct onder bevel              | Heeresgruppe Nord  | Leningrad                    | september 1941      |                   |
| Panzergruppe 3                  | Heeresgruppe Mitte | Vjazma, Moskou, Rzjev        | eind september 1941 | januari 1942      |
| 9. Armee                        | Heeresgruppe Mitte | Rzjev                        | februari 1942       | 10 juli 1942      |

## Commandanten
| Rang                                                         | Naam                 | Begin            | Eind             |
| ------------------------------------------------------------ | -------------------- | ---------------- | ---------------- |
| Generalleutnant General der Panzertruppe (vanaf 1 juni 1940) | Georg-Hans Reinhardt | 24 februari 1940 | 5 oktober 1941   |
| Generalleutnant                                              | Otto Ottenbacher     | 6 oktober 1941   | 13 oktober 1941  |
| Generalleutnant                                              | Friedrich Kirchner   | 13 oktober 1941  | 15 november 1941 |
| General der Panzertruppen                                    | Walter Model         | 15 november 1941 | 15 januari 1942  |
| Generalleutnant                                              | Josef Harpe          | 15 januari 1942  | 10 juli 1942     |

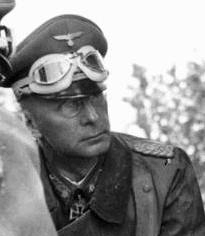
Generaal Georg-Hans Reinhardt

Generalleutnant Ottenbacher raakte op 13 oktober 1941 gewond, toen zijn vliegtuig door Sovjetjachtvliegtuigen neergeschoten werd.
Eigenlijk werd General Model aangewezen als commandant, maar General Kirchner nam tijdelijk waar.